# سنگ‌آباد (بیرجند)
سنگ‌آباد روستایی است در دهستان القورات از توابع بخش مرکزی شهرستان بیرجند، واقع در استان خراسان جنوبی که بر پایه سرشماری عمومی نفوس و مسکن در سال ۱۳۹۵ جمعیت این روستا ۷۴ نفر (در ۲۱ خانوار) بوده‌است.